# Declaració Schuman

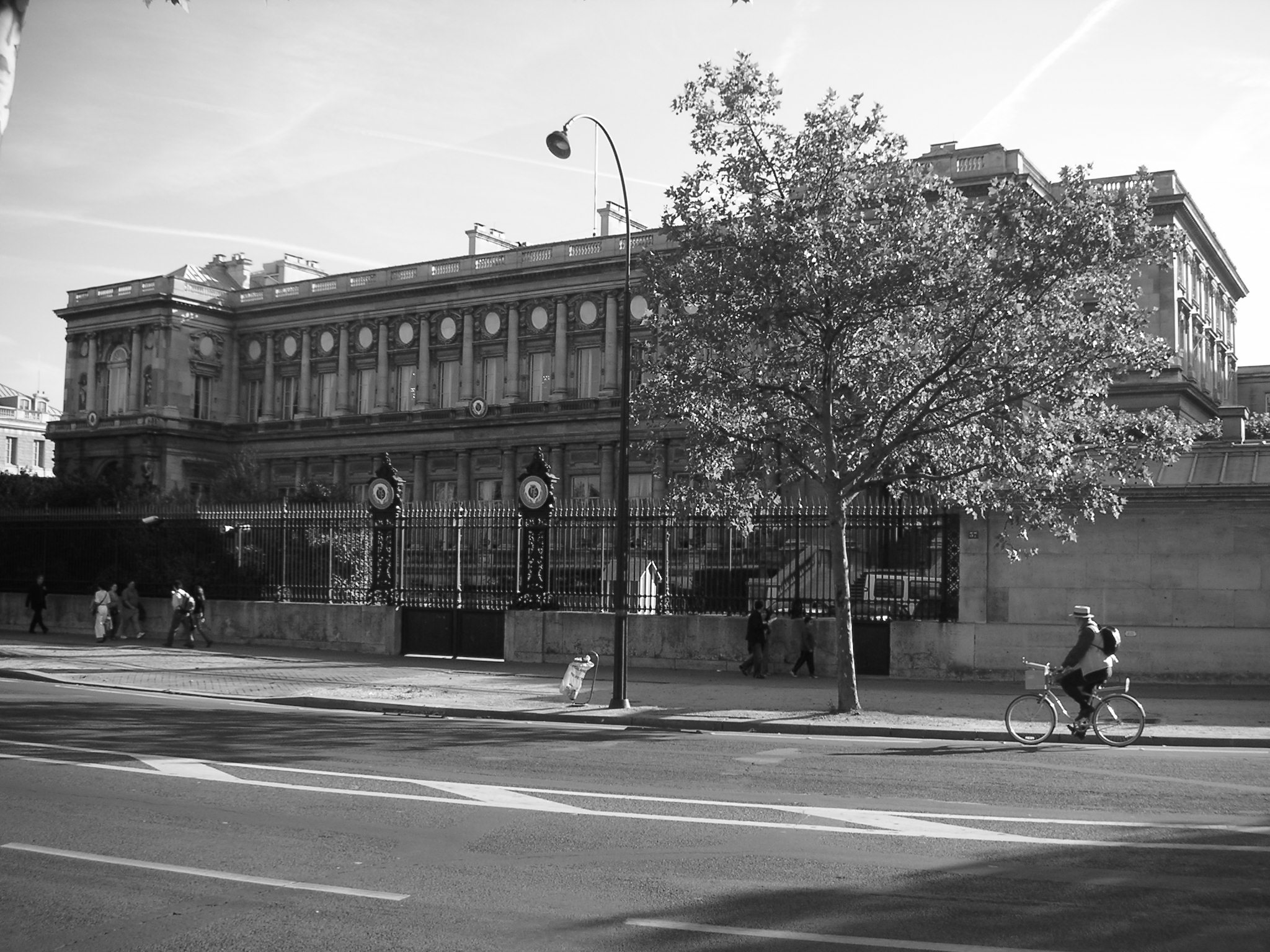
Edifici Quai d'Orsay de la ciutat de París

La Declaració Schuman és el títol amb el qual informalment es coneix el discurs pronunciat pel Ministre d'Afers Exteriors francès Robert Schuman el 9 de maig de 1950.
En la pronunciació d'aquest discurs —tal com ho reconeix oficialment la Unió Europea (UE)— es va fer el primer pas per a la formació d'aquesta organització supraestatal, en proposar que el carbó i l'acer d'Alemanya i França (i de tots aquells països que volguessin adherir-s'hi) se sotmetessin a una administració conjunta.

## Història

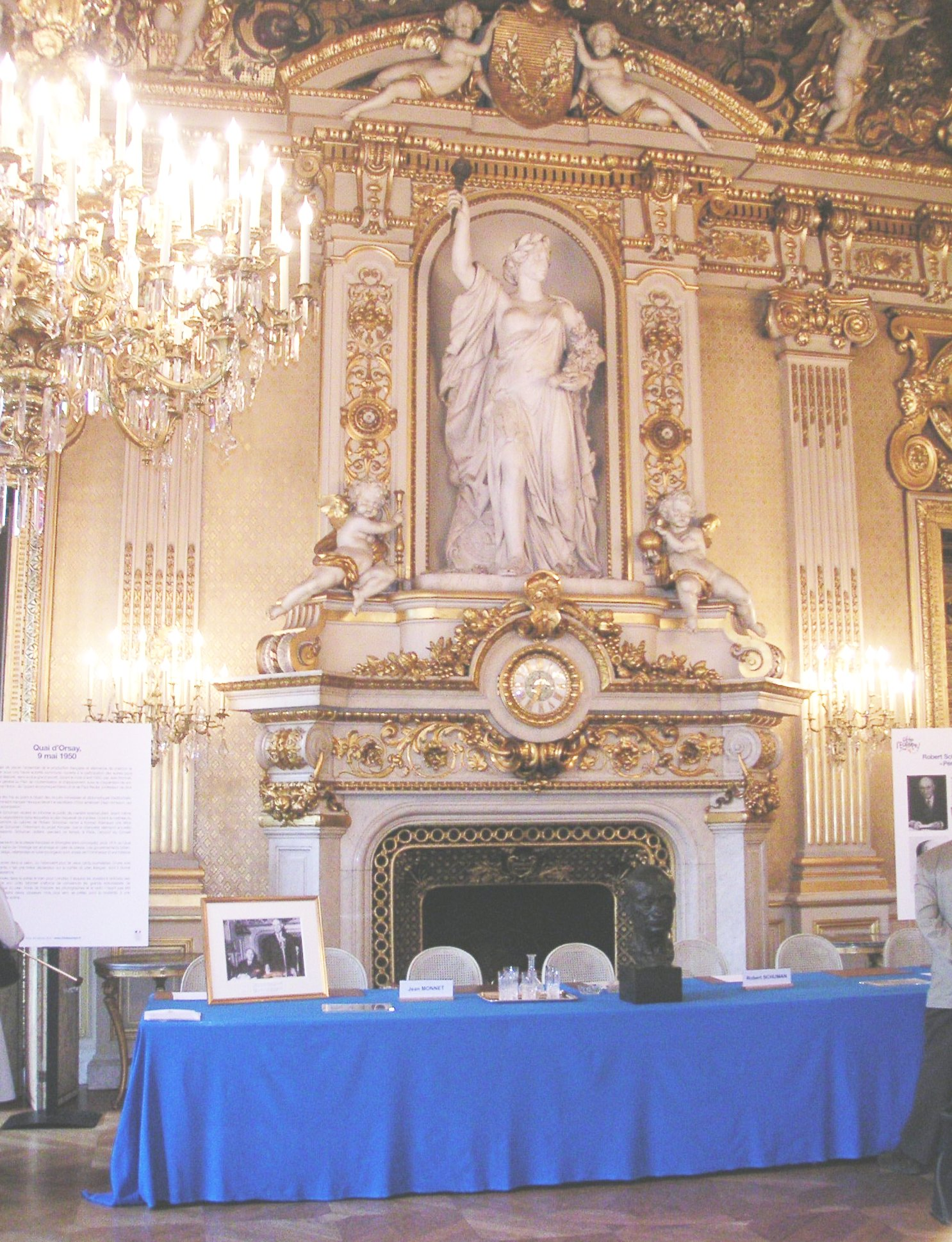
Cambra del Rellotge, on Schuman va pronunciar el discurs.

Després de la Segona Guerra Mundial i de descobrir-se totes les atrocitats que havien estat comeses durant el seu transcurs, es van buscar fórmules per a evitar que es repetís una guerra a Europa. Alemanya, que havia resultat derrotada en el conflicte, es trobava amb el seu territori ocupat militarment pels exèrcits aliats, entre els quals es trobava l'exèrcit francès.
El projecte d'unir la producció del carbó i l'acer de França i Alemanya sota una alta autoritat comuna oberta a altres estats europeus va ser elaborat en secret, sense informar als circuits ministerials tradicionals, durant el mes d'abril de 1950 per Jean Monnet, comissari general del pla de modernització i equipament del Govern francès, amb la col·laboració del seu adjunt Étienne Hirsch, de l'expert en economia Pierre Uri i del professor de dret internacional Paul Reuter.
Jean Monnet l'hi va fer arribar a Robert Schuman, Ministre d'Afers exteriors, que després d'estudiar-lo durant el cap de setmana li va donar el seu vistiplau. Aleshores, Monnet i Schuman van buscar donar a conèixer el pla al públic de manera espectacular abans d'iniciar negociacions en les quals el pla corria el risc d'estancar-se.
Al matí del 9 de maig un membre del gabinet de Schuman va lliurar al Canceller d'Alemanya Konrad Adenauer una carta en la qual l'informava del projecte francès, projecte que el líder alemany va acollir amb entusiasme. Alhora Schuman aconseguí el suport del Consell de Ministres de França.
Els governs britànic, italià, belga, neerlandès i luxemburguès foren informats de la imminència d'una iniciativa francesa, i el mateix va succeir amb el Govern dels Estats Units d'Amèrica. Tots ells van mostrar la seva conformitat.
Els representants de la premsa nacional i estrangera foren convocats a les 18 hores al Saló del Rellotge del Quai d'Orsay (París). Schuman va pronunciar el seu discurs mentre Monnet estava assegut a la seva dreta. El viatge programat a la ciutat de Londres per part de Schuman aquella mateix nit va comportar que els periodistes congregats a la cita no poguessin fer cap pregunta, i per la seva banda Monnet es va encarregar de convèncer els grans editorialistes del contingut polític del pla. Ironia de la història, els fotògrafs i la ràdio no van ser convidats a la reunió, el ministeri hagué de prestar-se diversos mesos més tard per a una reconstrucció de l'escena.
Aquest dia va néixer l'Europa comunitària, actualment concretada en la Unió Europea. La declaració va finalitzar plasmant-se en el Tractat de París, signat el 18 d'abril de 1951 pel qual es va crear la Comunitat Europea del Carbó i de l'Acer (CECA), signat no només per França i Alemanya sinó per quatre països més: Bèlgica, Itàlia, Luxemburg i els Països Baixos.

## Contingut
En el seu discurs, Schuman proposava la creació d'una comunitat franco-alemanya per a aprofitar conjuntament el carbó i l'acer dels dos països. Una vegada en funcionament, s'ampliaria la comunitat a altres països europeus per a formar un espai de lliure circulació de persones, mercaderies i capital. Aquest sistema creuat d'interessos pretenia evitar la possibilitat d'una nova guerra.
Les bases en les quals Schuman plasmava l'oferta del Govern francès per a la constitució d'aquesta comunitat eren les següents: 
- Creació d'una Alta Autoritat les decisions de la qual obligarien als països que s'adherissin a la comunitat.
- L'Alta Autoritat tindria com a objectiu: 
  - La modernització de la producció del carbó i l'acer
  - L'increment de la seva qualitat.
  - El subministrament d'aquests dos béns en idèntiques condicions tant a França com a Alemanya, així com als països que s'adherissin.
  - El desenvolupament d'un sistema comú d'exportació cap als altres països no integrants.
  - La millora i equiparació de les condicions dels treballadors d'ambdues indústries.
- Un alliberament immediat dels aranzels d'ambdós productes en els països de la comunitat.